# 震旦构造期
震旦构造期，简称震旦期，是元古宙震旦纪至古生代早寒武世（6.80-5.13億年前）之间的构造期，在此期间，在今中国及周边地区发生了震旦运动或称震旦事件。

## 名称由来和别名
震旦期是以震旦纪命名的。震旦纪是专门用于中国的地质年代，起讫的同位素年龄为6.8-5.42億年前，相当于国际地质科学联合会（2004）确定的成冰纪的后半段和埃迪卡拉纪的全部。中国黑龙江兴凯湖一带，在震旦期发生的构造运动比较强烈，因此对这一地区，又有兴凯运动的提法；又因为在珠穆朗玛峰一带也有比较强烈的构造运动，因此对这一地区又有珠穆朗玛运动的提法。震旦运动的别名尚有张广才岭运动（黑龙江）、少林运动（河南）、霍邱运动（或霍丘运动，安徽）、惠亭运动（湖北）等。

## 构造活动
震旦期的年代久远，目前只能对这期间的构造运动做粗略的描述。在震旦期，构成后世中国大陆的地块处于离散状态，所属构造域与南华期相同。其中只有亲冈瓦纳构造域有比较强烈的构造运动，佳木斯-布列亚地块、兴凯地块、喜马拉雅地块、冈底斯地块、羌塘地块、保山-中缅马苏地块即在这期间形成统一的结晶基底。由于这些地块发生构造运动的时间和促成冈瓦纳古陆形成的泛非运动（也称东冈瓦纳运动）几乎同期，因此这些地块当时很有可能就是冈瓦纳古陆的一部分，而震旦运动很可能就是泛非运动在和后世中国大陆有关的地块上的体现。